# متنزه بحيرات مونتبيلو الوطني
بحيرات مونتبيلو (بالإسبانية: Parque Nacional Lagunas de Montebello) هي متنزه وطني في ولاية تشياباس بالمكسيك قرابة الحدود مع غواتيمالا، وتضم 59 بحيرة ذات ألوان مختلفة في الغابات الصنوبرية الموجودة هناك واثنين من آثار المايا. كانت هي أول متنزه وطني في تشياباس عندما تم إنشاءها في 1959. في 2009، تم ضم المحمية لبرنامج الإنسان والمحيط الحيوي من قبل اليونسكو.

## الموقع
تقع المحمية ضمن بلديتي لا ترينتاريا ولا إندبندنسيا جنوب شرق ولاية تشياباس، على مقربة من حدود غواتيمالا. أقرب المدن إليها هي مدينة كوميتان.

## الجغرافيا
المحمية تغطي مساحة قدرها 6,411 هكتار (15,840 أكر)، منها 3,412 هكتار (8,430 أكر) تعد منطقة رئيسية.وتقغ ضمن سهول تشياباس المرتفعة على ارتفاع 1,500 و 1,800 متر (4,900 و 5,900 قدم) فوق سطح البحر.

## المحتويات

### بحيرات مونتبيلو

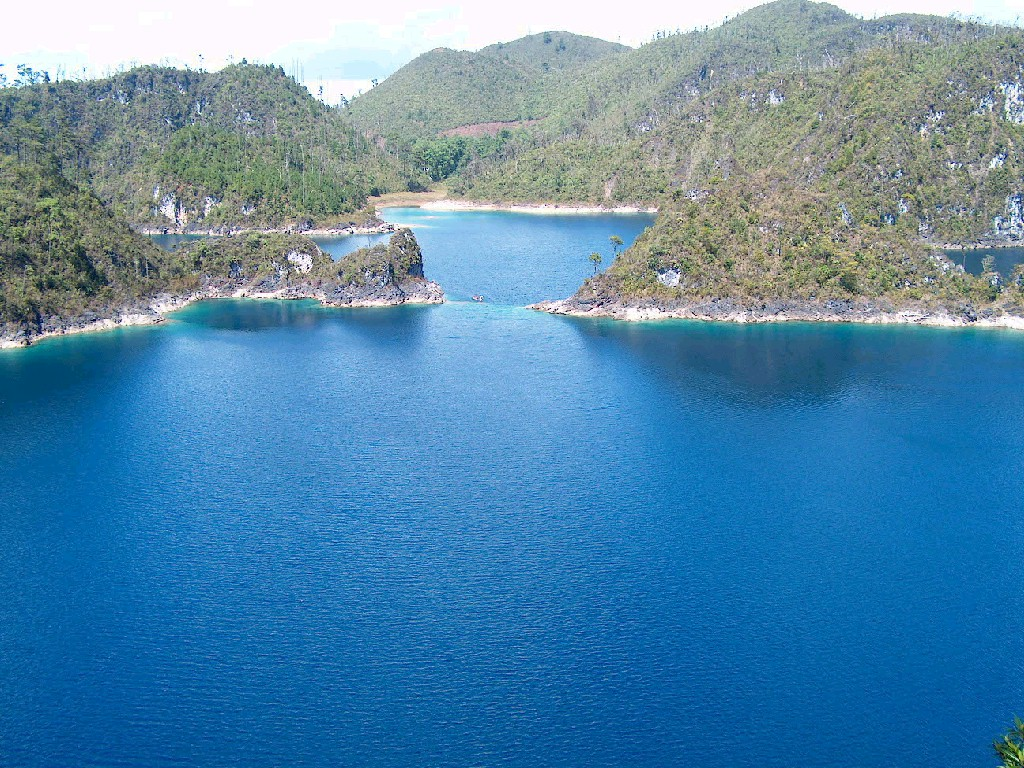
بحيرة بينيا بلانكا

بحيرات مونتبيلو هي مجموعة تتكون من 59 بحيرة، تسمى مجتمعة بهذا الاسم، وهي عامل الجذب الرئيسي للمتنزه. وتشتهر البحيرات باختلاف ألوانها، وذلك نظراً لاختلاف المحتوى المعدني، وتختلف هذه الألوان بين الزمردي والفيروزي والأخضر الداكن والأسود والأرجواني والأحمر. بحيرة تزيسكاو هي أكبر البحيرات، وهناك بحيرات أخرى مثل مونتبيلو ولا كندا وبويوي وبينيا بلانكا والبحيرات الخمس الملونة(إينكانتادا وإينسوينو وإزميرالدا وآغوا تينا وبوسك آزول). هناك العديد من البحيرات المفتوحة لممارسة السباحة والتجديف. كذلك توجد سينوتي ومجموعة من الكهوف الجيرية اسمها غراتوس سان رافاييل ديل أركو في المنتزه.

### آثار المايا

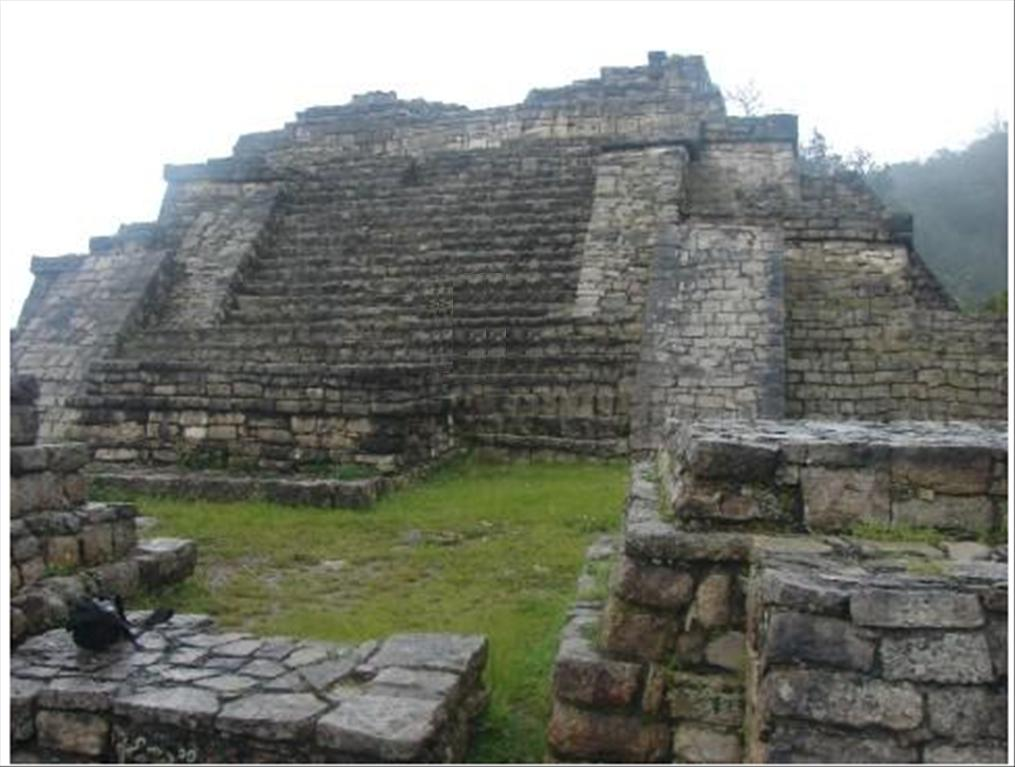
هيكل أكروبوليس تشينكلتك

توجد داخل حدود المتنزه هياكل تابعة للمايا، والتي تسمى تشينكلتك، وتعود إلى العصر قبل الكولومبي، وتعود إلى القرن الثالث الميلادي، وقد هجرت في القرن الثالث عشر. بسبب عدم دقة الحفر في الموقع، لا تزال هناك آثار أخرى تحت الغطاء النباتي. يمكن مشاهدة منظر البحيرات الملونة من فوق أكروبوليس تشنكليك، الهرم الأساسي. يوجد أكثر من 200 أثر ومبنى تنوع بين أهرامات وآثار أخرى تتضمن نقوشاً تشير إلى أنها أنشئت في مايو 591، كمكا توجد لوحات لصور الحكام بين الآثار.